# Järnvägsväxel
En järnvägsväxel eller spårväxel är en mekanisk anordning för förgrening av järnvägsspår.

Animerad växelomläggning

## Princip

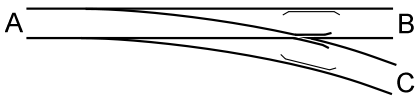
Principen för en högerväxel.

En järnvägsväxel består dels av två rörliga växeltungor, som styr in flänshjulen till det ena eller andra spåret, dels av ett växelkryss eller hjärtstycke, där den vänstra grenens högra räls korsar den högra grenens vänstra räls. Växeltungorna manövreras vanligen av ett motoriserat växeldriv som även innehåller detektorer som bekräftar till säkerhetssystemet att växeltungorna verkligen ligger i rätt läge.

## Typer

### Enkel växel

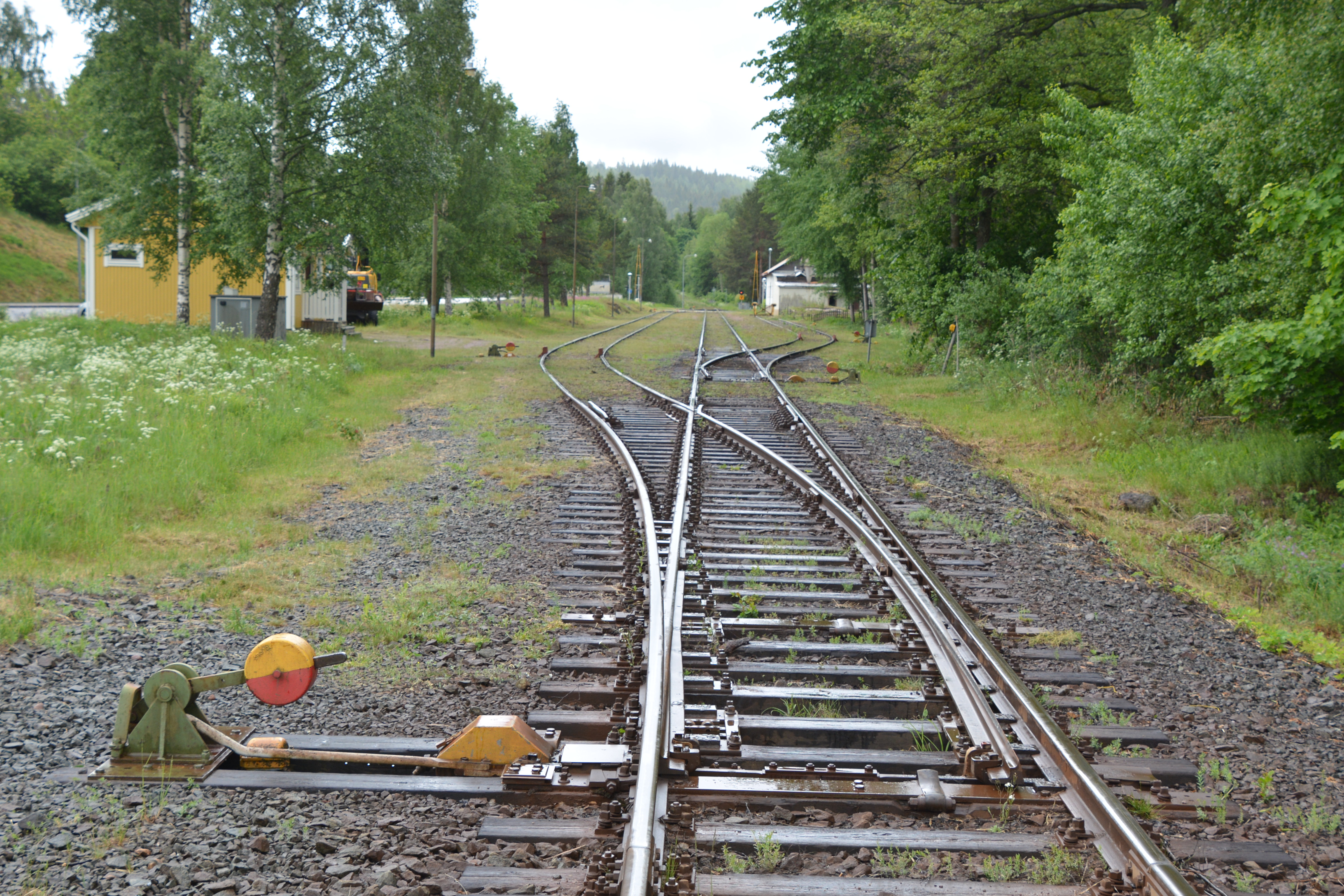
enkel växel på Kvillsfors tidigare järnvägsstation

Är den vanligaste växeltypen och har tre anslutningar och två lägen. Ett spår delar sig i två, oftast ett rakläge och ett avgrenat vänster- eller högerläge.

#### Krökt växel och symmetrisk växel (IBV, YBV, SYM, NOS)
När växel ligger i kurva är den krökt. Är båda utgående benen krökta åt samma håll heter det innerbågad växel, IBV. Går benen åt olika håll är växeln ytterbågad, YBV. När kurvorna i en YBV-växel har lika stor radie, är växeln symmetrisk, SYM. För tungor används den krökta delen från en vänster respektive en höger växel, korsningsvinkel blir då hälften av den normala växeln.

### Sammansatt växel
En sammansatt växel har åtminstone fyra (och oftast bara fyra) anslutningar och kan uppfattas som flera hopbyggda enkla växlar. Brist på utrymme är vanligt på bangårdar vilket leder till att växlar kan vara hopbyggda på många olika sätt och ibland kan det vara svårt att urskilja en enskild växel eller avgöra en växels typ.

#### Tredelig växel (trevägsväxel, 3V)

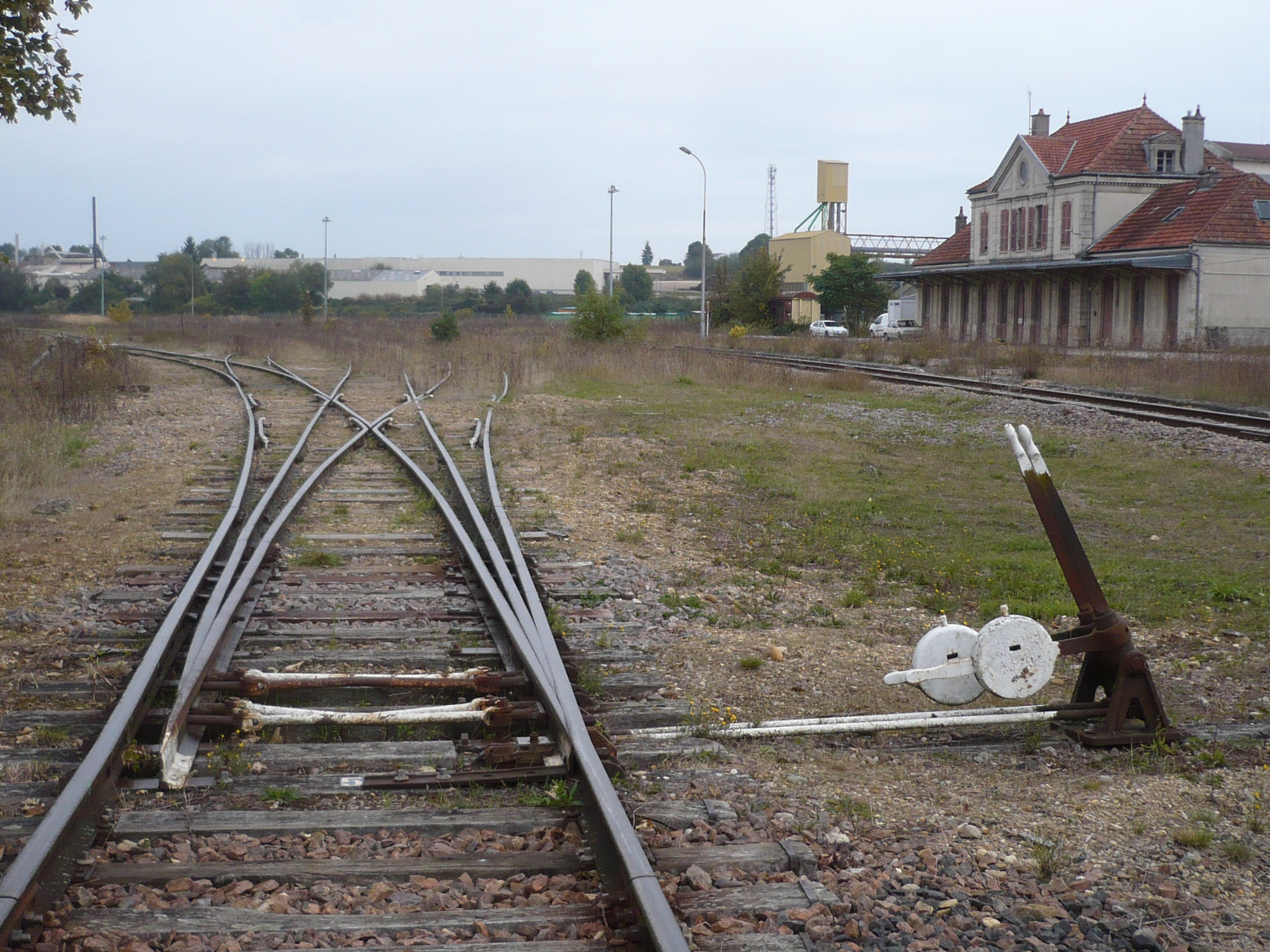
trevägsväxel

Har fyra anslutningar och tre lägen och betecknas i Sverige 3V, består av två enkla växlar som ligger i varandra. Ovanlig.

#### Dubbel korsningsväxel (DKV)
Har fyra anslutningar och fyra lägen. Lagom vanlig. Kallas ofta för engelsman.

#### Enkel korsningsväxel (EKV)

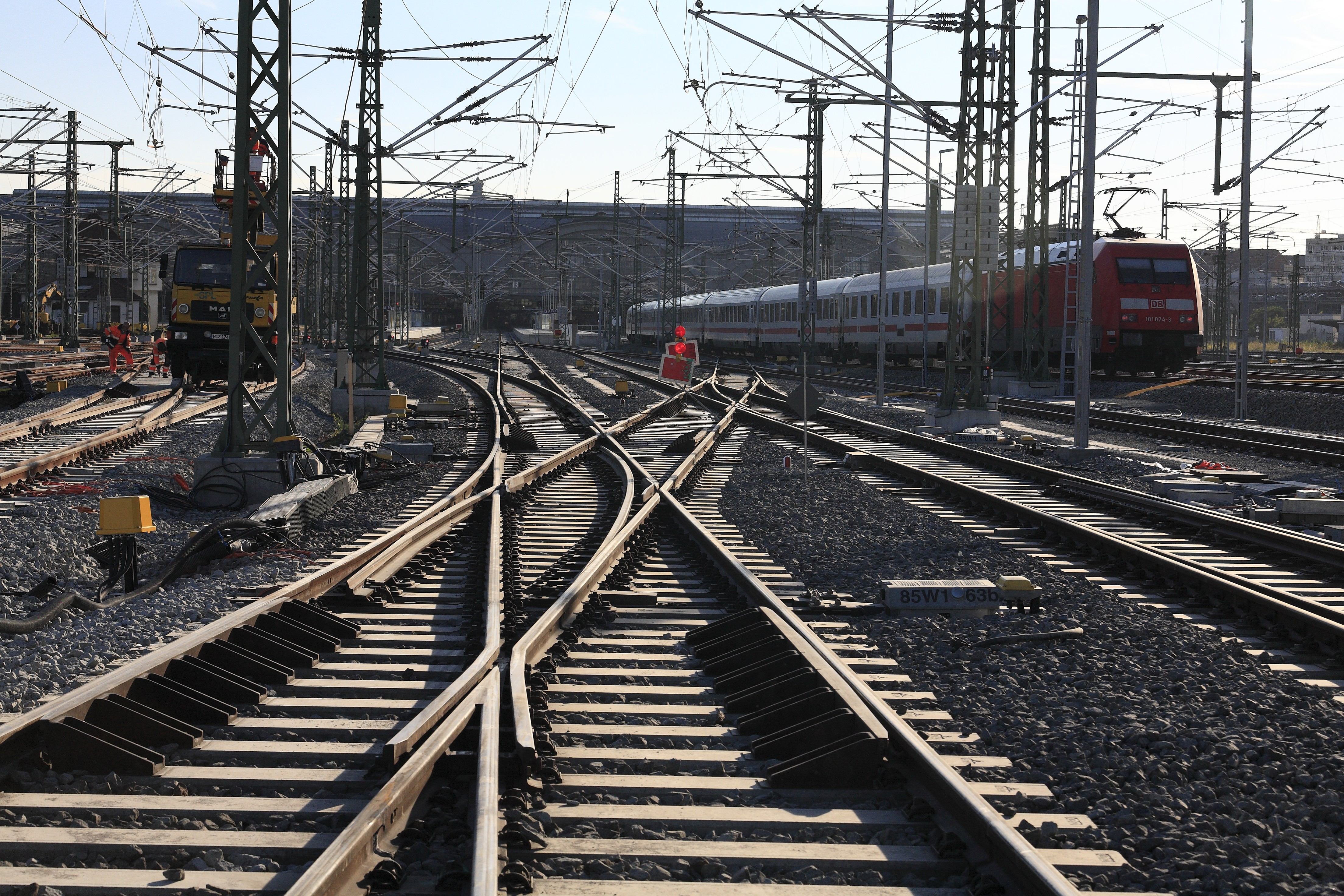
enkel korsningsväxel

En "ofullständig" korsningsväxel med fyra anslutningar men bara tre lägen. Saknar möjlighet för tåg att svänga passerande på en av två sidor. Ovanlig.

#### Slingerväxel
En "ofullständig" korsningsväxel med fyra anslutningar men bara tre lägen. Saknar möjlighet för tåg att passera rakt på ett av de två korsande spåren. Ovanlig.

#### Kryssväxel

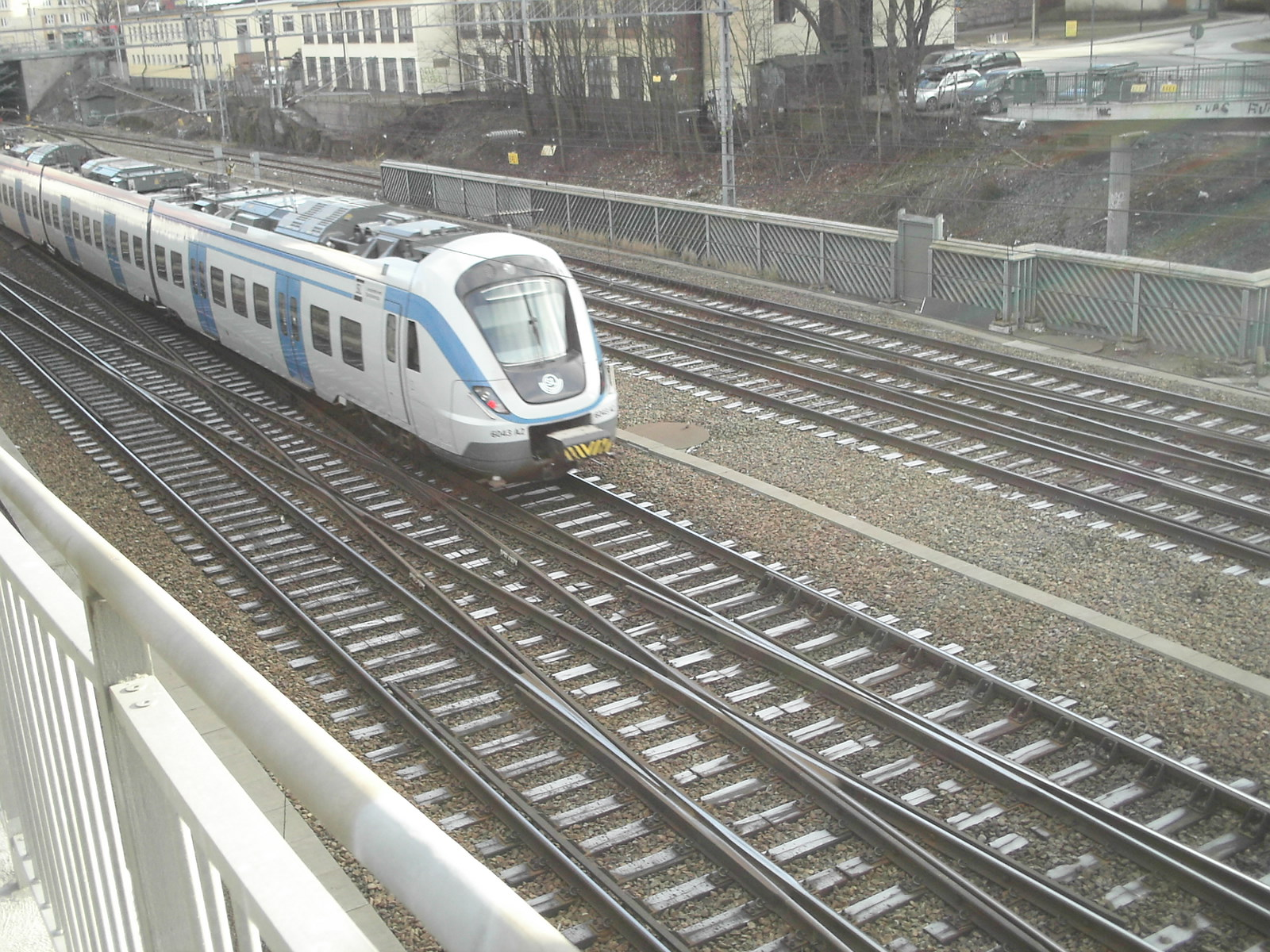
kryssväxel

En komplex konstruktion bestående av 4 enkla växlar och en spårkorsning med fyra anslutningar. Förbinder två parallella spår. Används vid krysstationer.

#### Spårkorsning (inte en växel)
Korsningsväxlar och slingerväxlar ska inte förväxlas med en spårkorsning (EN: diamond crossing). En spårkorsning har fyra anslutningar men kan passeras enbart rakt fram på det ena eller det andra av de två korsande spåren. Oftast saknar sådana anordningar rörliga delar och har således bara ett läge. Det finns även en konstruktion som har rörliga delar (EN: switched diamond) och två lägen motsvarande de två korsande spåren varav bara ett är öppet för passage.

## Begrepp

### Färdriktning
Man skiljer på motväxel, där man närmar sig växeltungornas spetsar (A i figuren), och medväxel där man kommer från en förgrening (från B eller C i figuren) och kör in på det gemensamma spåret. Alltså betyder begreppet motväxel att man kör in i växeln så att spåret förgrenas från ett till två spår och medväxel att man kör in i växeln så att två spår flätas sammat till ett gemensamt.

### Växel på station
Växlar på stationer kan finnas på huvudtågfärdvägar eller sidotågfärdvägar. Beroende på deras lägen varierar behovet av signaltekniskt stöd för säkerheten. Växlar i huvudtågfärdvägar behöver vara förreglade - dvs de ingår i tågfärdvägar och kan inte läggas om godtyckligt utan beror på inbördes samband för att upprätthålla säkerheten för tågtrafiken. Huvudtågfärdvägarna är oftast de spår på en station som persontågen angör plattformarna. I sidotågfärdvägar behöver inte samma höga säkerhet upprätthållas utan man kan avskilja huvudtågfärdvägen med antingen en skyddsväxel eller spårspärr. Oftast finns oförreglade växlar på dessa sidospår som förekommer vid lastspår m.m.

### Linjeväxel/Växel på linjeplats

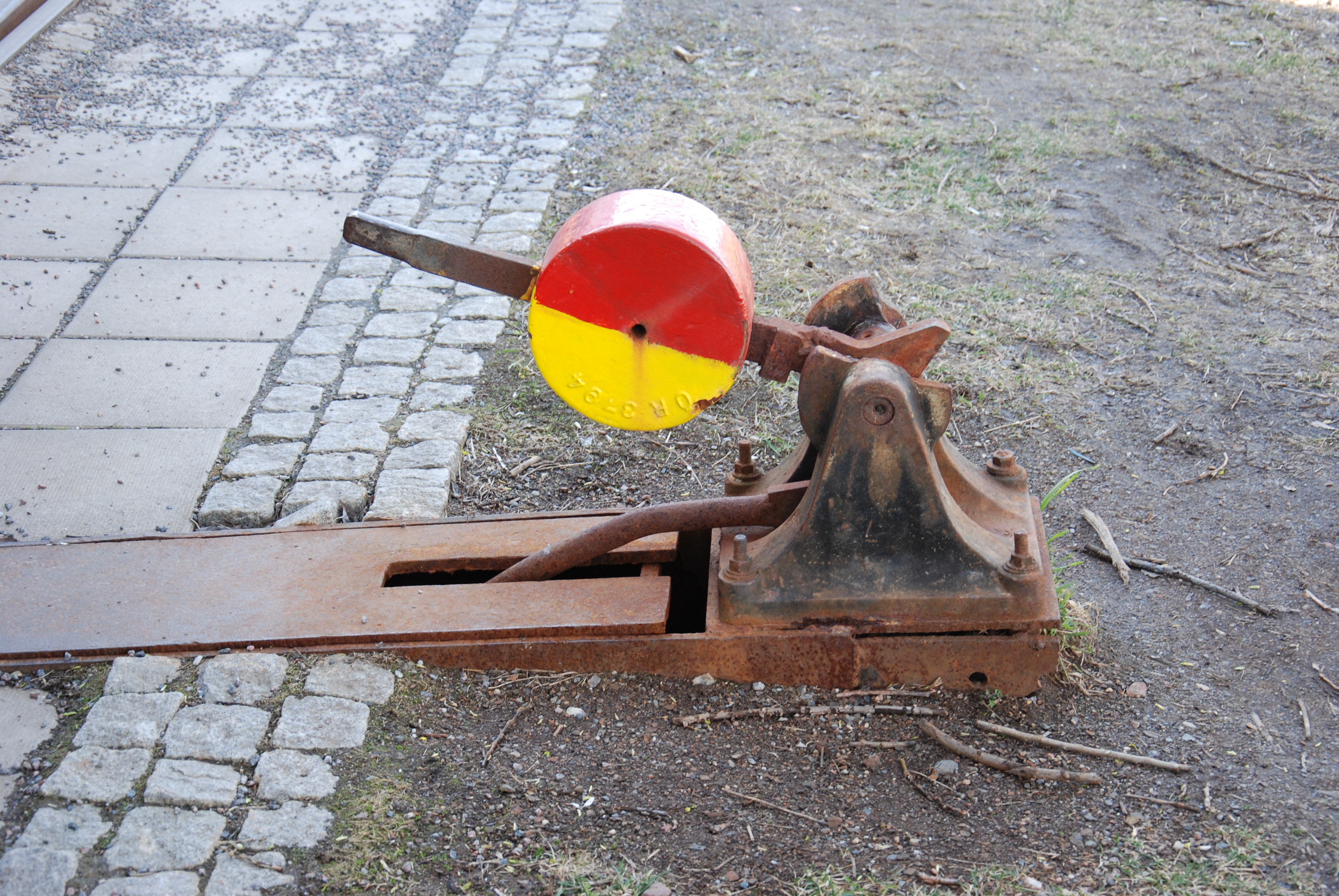
Klotväxelställ

Linjeväxel är en trafikteknisk/trafiksäkerhets term som indikerar att en växel ligger på linjen mellan två stationer och inte ingår i en station. Linjeväxeln behöver bevakas på annat sätt än en på station förekommande växel. Termen förekommer fortfarande i Sverige men används inte officiellt längre där man refererar till växel vid linjeplats.
En växel till en linjeplats separerar ett stickspår från huvudlinjen, oftast för industriellt syfte. För att undvika oavsiktlig utkörning på huvudlinjen brukar man bygga antingen ett kort skyddsspår eller en spårspärr som skydd. Linjeplatsen är normalt försedd med signaler.

### Tillfälliga växlar

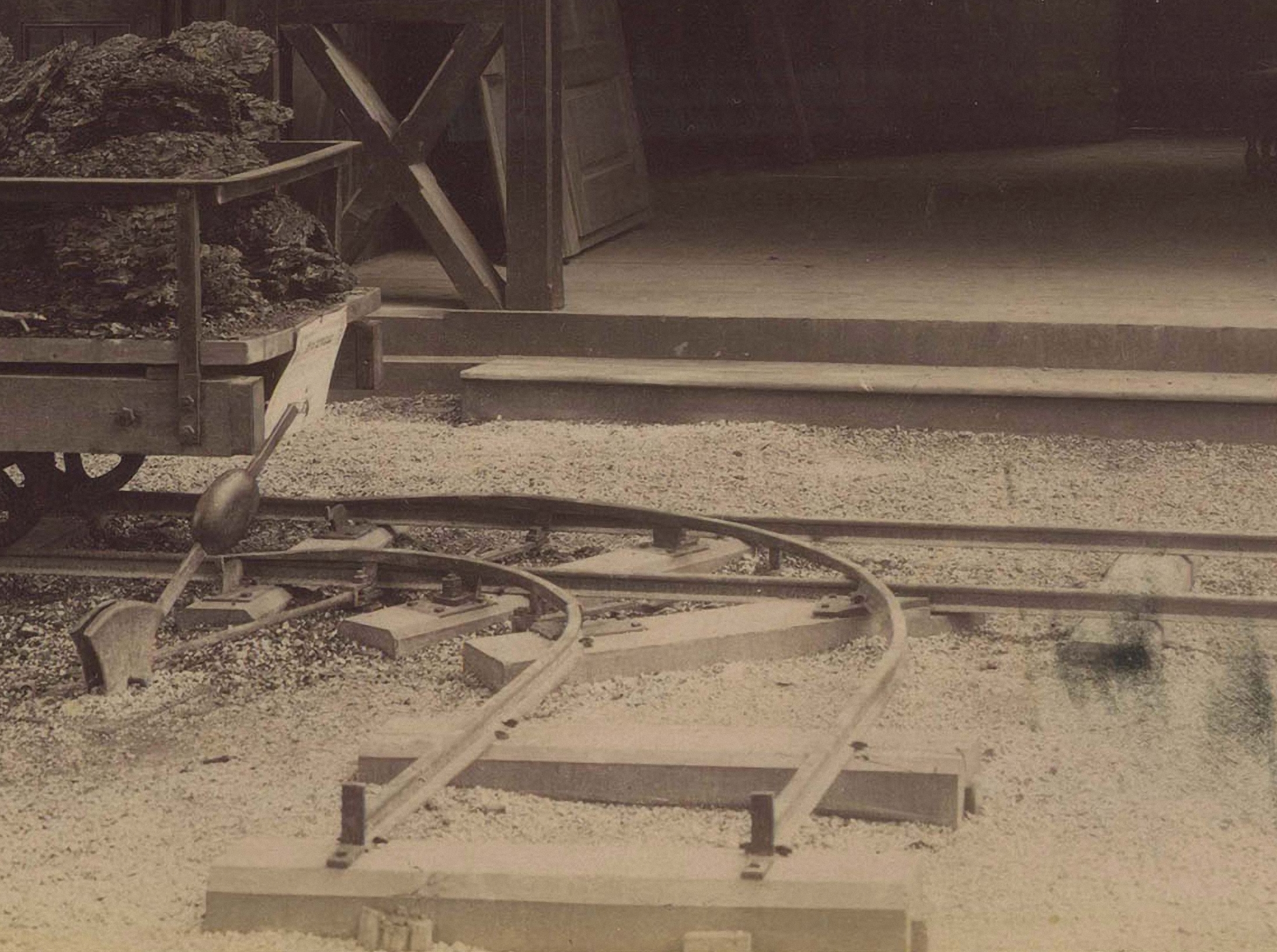
Klätterväxel

#### Slängväxel
Slängväxel är ett uttryck för en tillfällig växel som används vid anslutning av spår som mycket sällan behöver kontakt med huvudlinjen. Slängväxeln är i princip en tillfällig ombyggnad av spåret för att komma åt spåret. Normalt handlar det åtkomst till beredskapsspår eller transformatorer och omformare i bergrum.

#### Klätterväxel
Är en tillfällig växelanordning för att komma åt sällan använda sidospår. Normalt handlar det åtkomst till beredskapsspår. Dock är denna växel mera instabil än slängväxeln.

## Järnvägsväxelns tekniska uppbyggnad

### Växeltungorna
Växeltungorna är böjliga i sidled (rälsfoten är lite smalare och rälslivet lite lägre) och avsmalnande, så att de sluter väl an mot rakspårets räler. Växeltungorna glider i sidled på plattor på rälsbefästningen. Glidytorna måste regelbundet smörjas. På moderna växlar vilar rälstungorna istället på permanentsmorda rullar. Avståndet mellan tungorna hålls konstant med en eller flera stänger. Detta avstånd mellan tungorna, skall vara så mycket mindre än spårvidden, så att inte ett flänshjul kan rulla in på fel sida. Växeltungorna manövreras antingen manuellt - klotväxel - eller maskinellt med ett eller flera växeldriv.
Om ett tåg råkar "köra upp" i en fellagd medväxel, så ska fästet mellan växeltungan och styrstången från växeldrivet brista. Detta så att tåget inte spårar ur. En växel som på så vis blivit uppkörd måste därför repareras.
För att förhindra fastfrysning av växeltungorna eller att snö och is hindrar sidorörelserna, så förser man växeltungorna och stödrälerna (de fasta räler som tungorna sluter mot) med elektrisk växelvärmning. Vidare monterar man vintertid plasthuvar över dragstängerna samt boardskivor och presenningsskydd utmed rälssidorna för att dels hindra snö att blåsa in och dels isolera mot värmeförluster.

### Krökningsradie
En växel ges en viss krökningsradie (se spårgeometri) och därmed en viss högsta tillåtna hastighet STH genom den krökta grenen av växeln. Tidigare växlar hade en fast krökningsradie, vilket ger stora påkänningar, speciellt vid växeltungorna. Moderna växlar har linjärt förändrade radier, klotoidväxlar, vilka ger mindre påkänningar (se spårgeometri).

### Växelomläggning/Växeldriv
Växlar kan antingen manövreras med elektriska växeldriv eller manuellt med växelomläggning via klotväxelställ.  Till växelstället kan även en indikering i form av växelskärm, växellykta eller tablåsignal kopplas.

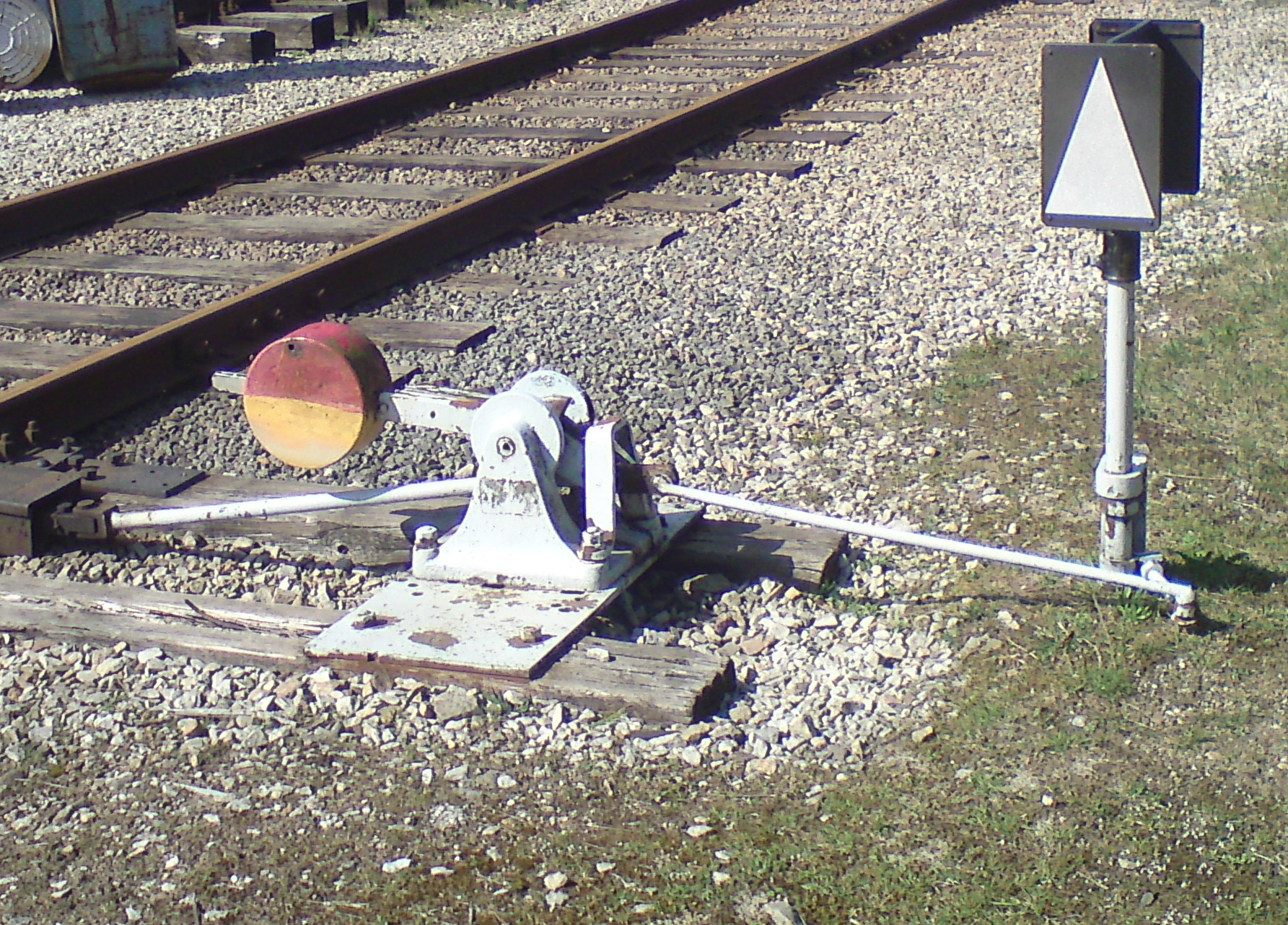
Klotväxel med växelskärm kopplad till växelställ, Sankt Olof

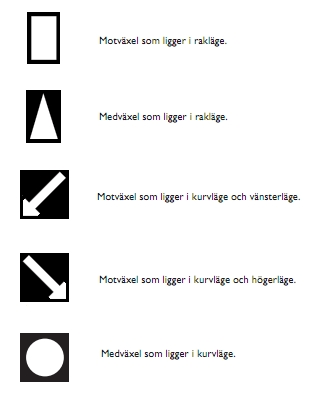

Växlar intar antingen normalläge eller sidoläge. Gul färg uppåt på ett växelklot indikerar att växeln ligger i normalläge. En växelskärm eller växellykta visar hur växeln ligger. Olika visningar förekommer för medväxel (när man kör in i växeln från två spår mot ett gemensamt) och motväxel (när man kör in i växeln så att spåret förgrenas från ett till två spår). Växlar tål normalt inte att man kör upp dem, det vill säga i medväxelriktning kör in i växeln när den ligger mot det andra spåret. Undantag finns med så kallade uppkörningsbara växlar med fjädrande tungor på vissa bangårdar där man normalt kör med enstaka fordon i låg hastighet - och då främst vid lokstallsområden.
Vid korta krökningsradier, till exempel på bangårdar, räcker det med endast ett växeldriv. Vid längre radier behövs två eller fyra växeldriv för att manövrera de längre växeltungorna, så att krökningen ansluter väl och stämmer med linjärförändringen av radien. Vid de två stationer som ansluter Arlandabanan till norra stambanan (Skavstaby och Myrbacken) tillåts mycket hög hastighet och därför användes långa tungor med 4 växeldriv och flera parallellstänger. På höghastighetsspåren nere i Europa kan växlarna ha upp till 6 växeldriv. Eftersom spåren ej kan lutas i en växel så ställer det större krav på krökningsradien. I Tyskland förekommer växlar godkända för 300 km/h på rakspår och 200 km/h på kurvspår.

### Spårkors

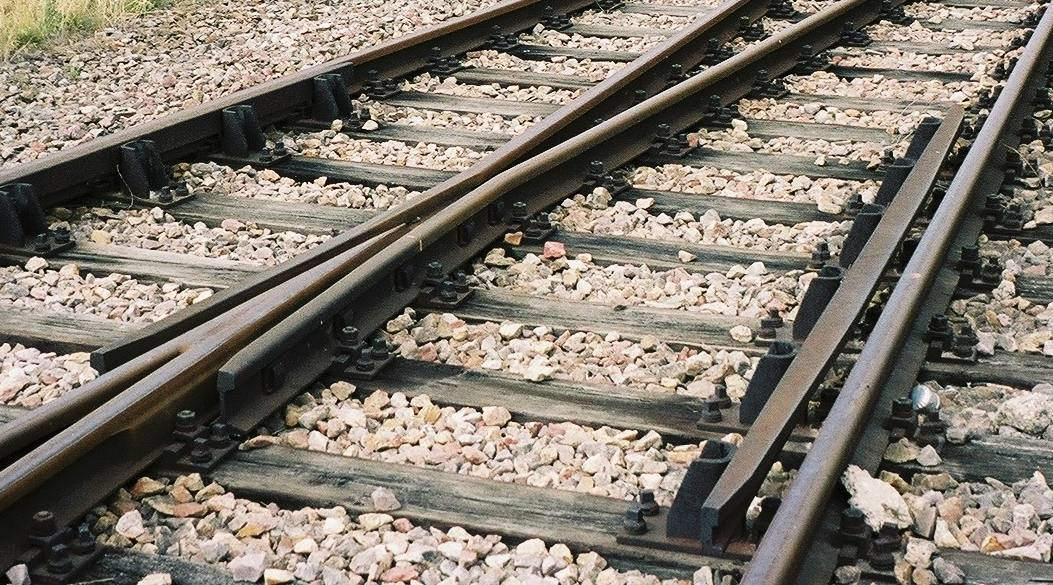
Växelkorsning eller hjärtstycke med styrskena (moträl).

Ett spårkors, även kallat växelkryss eller hjärtstycke, är en benämning i modelljärnvägssammanhang och används inte professionellt. Trafikverket använder istället begreppet korsningsspets  och i äldre litteratur används begreppet spårkorsning.
Spårkorset måste ha en viss korsningsvinkel för att flänshjulen ej ska kunna gå fel väg. För att tvinga flänsen rätt, förser man växlarna med en moträl, kallas även styrskena, utmed den motsatta rälen. På den korsande rälen finns också en vingräl. Moträlen drar det andra hjulets fläns och tvingar hjulflänsen mot rälen och hindrar därmed det flänsen att hamna fel i spårkorset.
Vid lång krökningsradie och därmed höga hastigheter är vinkeln mellan de korsande rälerna för liten. I dessa fall används rörliga korsningstungor som eliminerar krysset. De rörliga korsningstungorna manövreras också med växeldriv, vanligen två stycken.
Växlar utsätts för höga påkänningar (sidokrafter). Befästningen är därför kraftigare än på rakspår (gröna e-clips i stället för röda). Stålet är vanligen manganlegerat för att få en mjuk stomme och en självhärdande yta, se järnvägsräls.

### Spårledningsteknik
Spårledningar är utrustning som indikerar om ett tåg befinner sig på en viss sträcka eller ej. Detta sker genom mäta den elektriska ledningsförmågan mellan de två rälerna.

#### I-räl och S-räl
En växel måste ha isolerskarvar (se järnvägsräls) kring växelkryssets räler och rälstungorna liksom mot de anslutande spåren för att spårledningarna (I-räl) och drivströmmen (S-räl) ska fungera. I-räl och S-räl är svenska beteckningar men liknande principer gäller i andra länder. På figuren till vänster visas ett exempel på elektrisk hopkoppling av S-rälerna och I-rälerna i en krysstation:
- Vid anslutningarna mellan linjens dubbelspår (uppspåret och nedspåret) och krysstationen så låter man S-räl och I-räl byta sida. Det sker genom två kablar som korsar varandra (Z-koppling).
- Mellan växeltungorna och hjärtstyckena (växelkryssen) har man ännu en isolerskarv där S-räl och I-räl åter byta sida men utan någon Z-koppling.
- Mellan upp- och nedspårens växlar finns nästa isolerskarv, men med Z-koppling.
- Kopplingen betyder att en drivaxel alltid har kontakt med en S-räl för återledning av drivströmmen.
- Vidare kan säkerhetssystemets ställverk känna av vilka delar av krysstationen, där ett tåg befinner sig genom att olika spårledningar kortslutes av hjulaxlarna:
  - Den övre blåa I-rälen för tåg på nedspåret.
  - Den undre blåa I-rälen för tåg på uppspåret.
  - De två blåa I-rälerna till vänster mellan upp- och nedspåren för tåg genom den vänstra delen av krysstationen.
  - De två blåa I-rälerna till höger mellan upp- och nedspåren för tåg genom den högra delen av krysstationen.
- Vardera växeltungan är förbunden med sin anslutande räl med en kopparfläta för att garantera god elektrisk ledning (framgår ej av bilden).

Det finns dock många varianter på detta. Finessen är att säkerhetssystemet alltid har en extra spårledning i krysset och därför kan få information om att en växel just passeras av ett tåg.

#### Detektorer
I växeldriven finns detektorer som bekräftar till säkerhetssystemet och ställverket att växeltungan ligger i rätt läge. På nyare växlar har man dessutom detektorer placerade på växeltungan en bit ifrån växeldriven. De har en permanentmagnet på växeltungan som sluter en kontakt på underläggsplattan. Dessa detektorer ger ytterligare säkerhet mot urspårningar.
Studier har visat att växelfel ofta föregås av tröghet i omläggningen. Man har därför gjort försök med att mäta strömförbrukningen och omläggningstiden i växeldrivens elmotor, bland annat i Tierp. Hög ström betyder trög rörelse. Med GSM sker en rapportering till banunderhållare.

### Längdutvidgning
För att förhindra skador på växeln finns spärrar mot längdförflyttning av rälerna vid temperaturändringar.

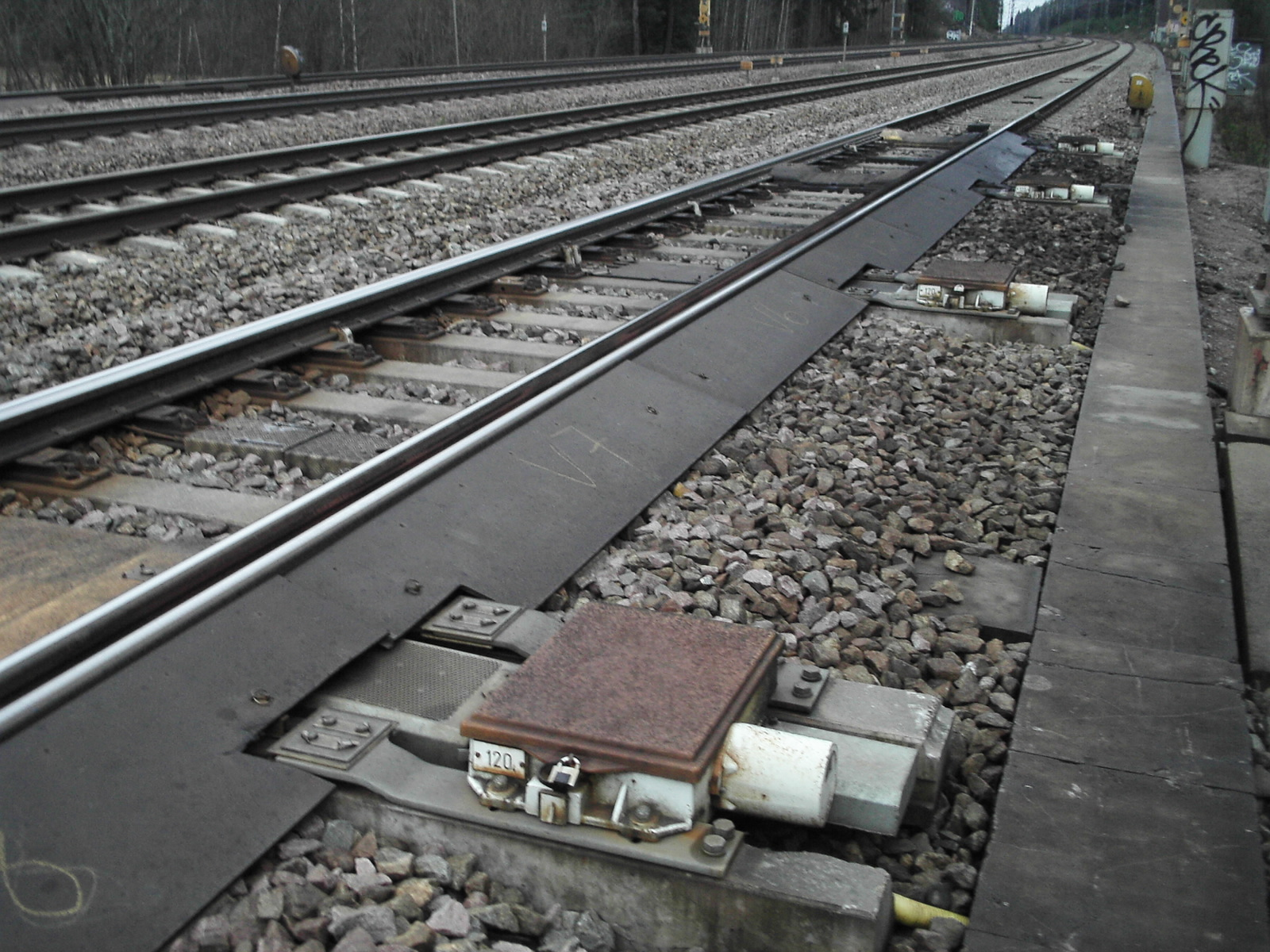
Höghastighetsväxel med 4 växeldriv. Observera skivorna som skyddar mot snö och is.
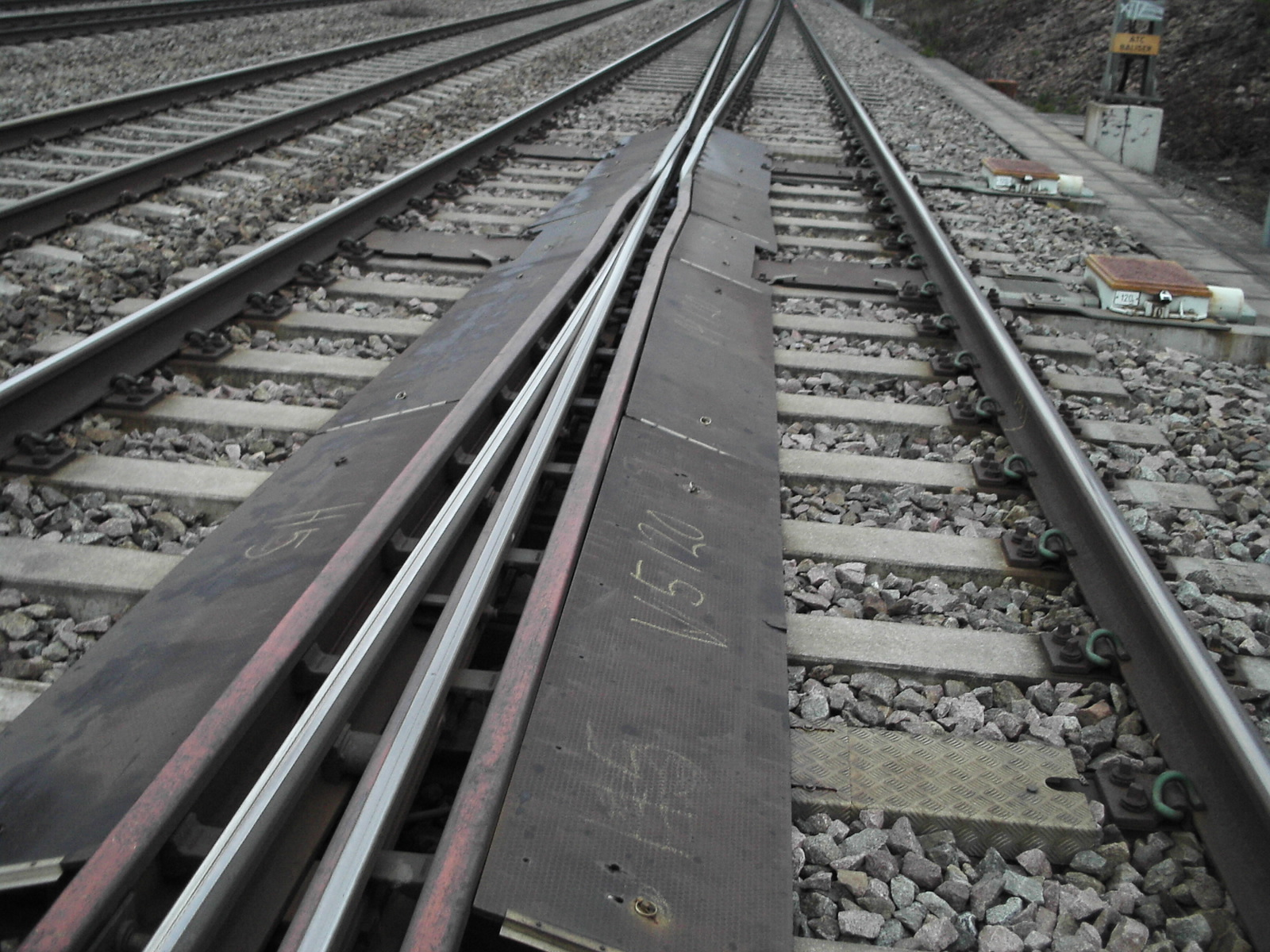
Rörlig korsningstunga vid höghastighetsväxel där Arlandabanan och Ostkustbanan möts (Skavstaby). Observera att den rörliga korsningen dras av två driv. Kortare växlar behöver bara ett korsningsdriv (t.ex. EV-60E-300-1:9).
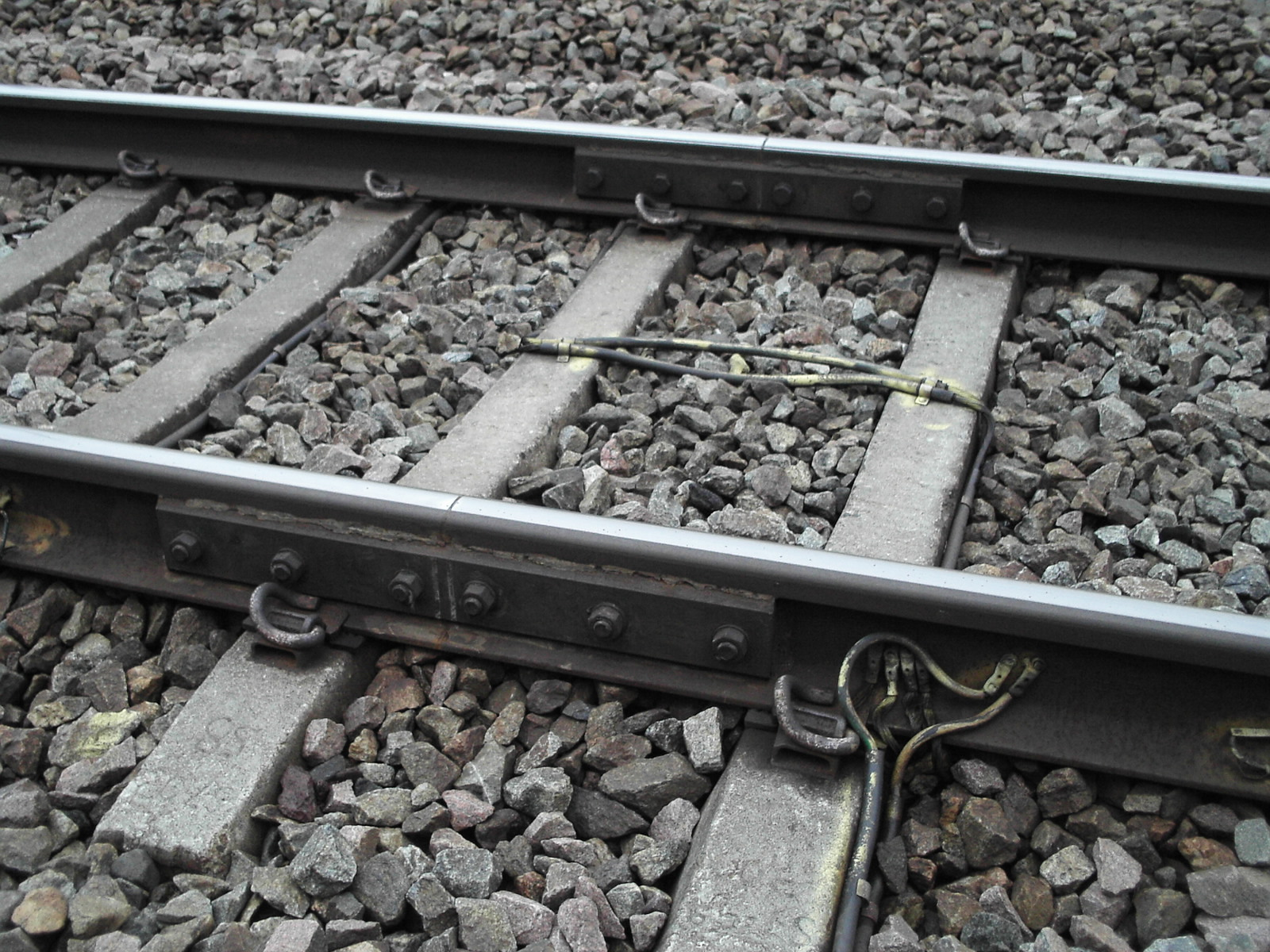
Isolerskarv med Z-koppling där S-räl och I-räl byter sida.
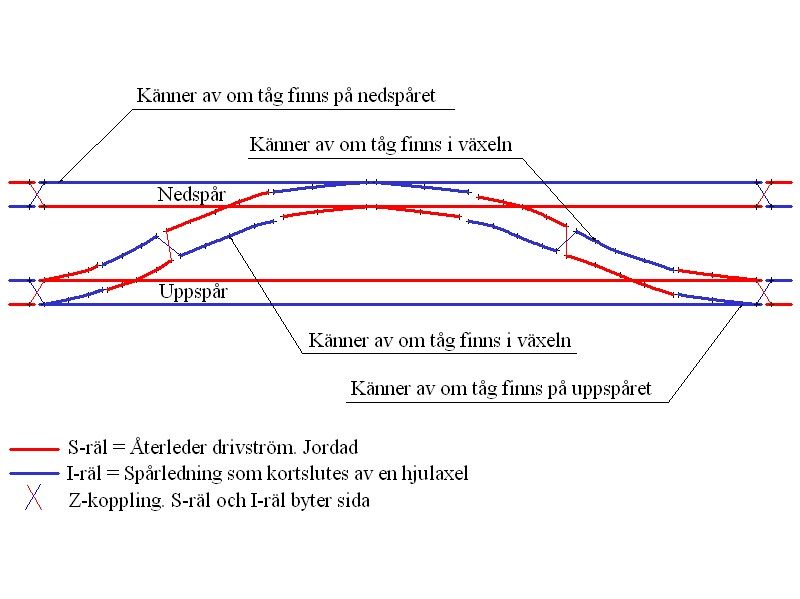
Exempel på elektrisk koppling av S-räler och I-räler i en krysstation
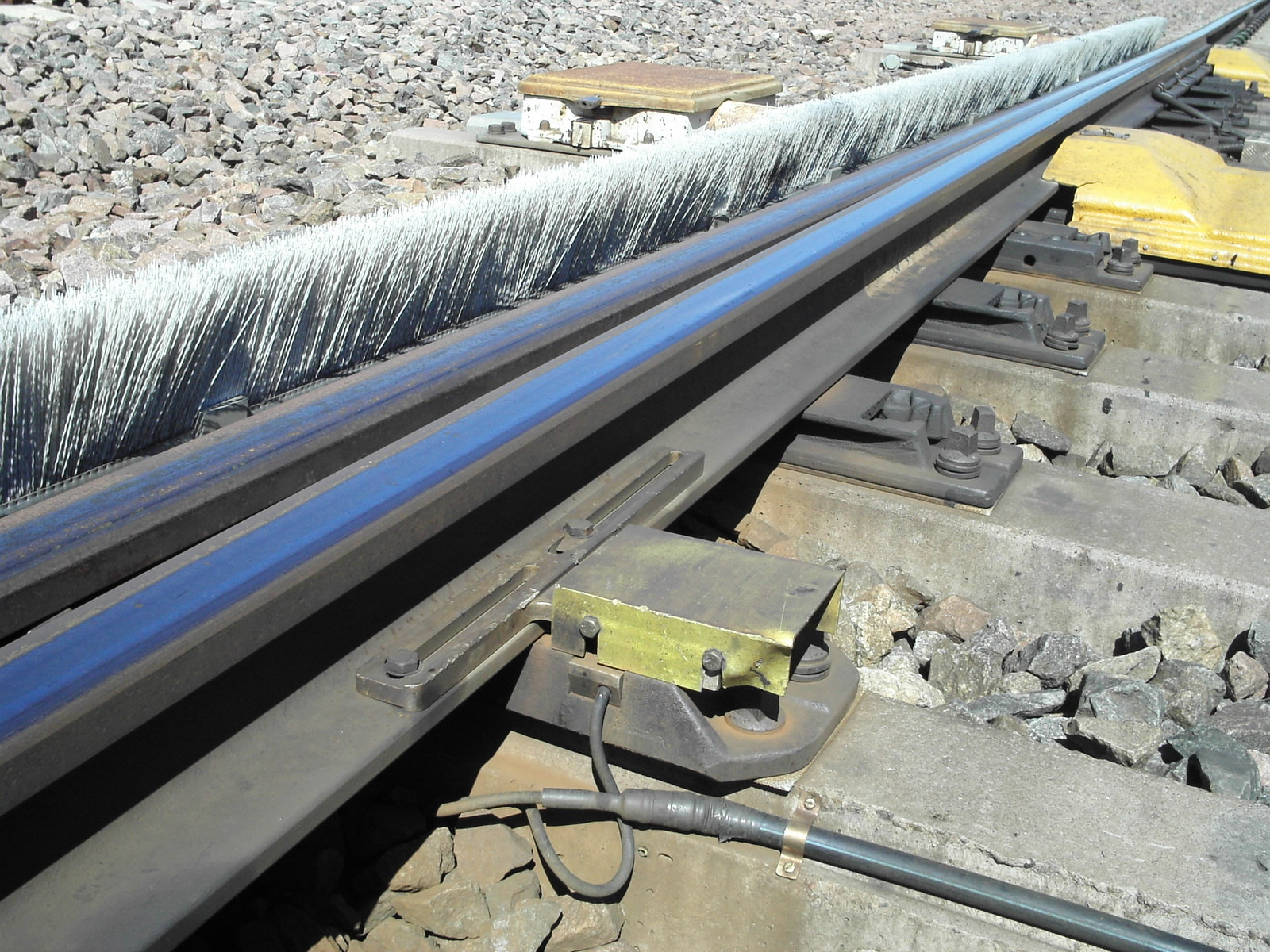
Den lilla lådan är en detektor som känner av växeltungans läge. Observera "borstarna" som ska skydda mot snödrev i det utsatta läget vid Grundbro mellan Läggesta och Strängnäs.
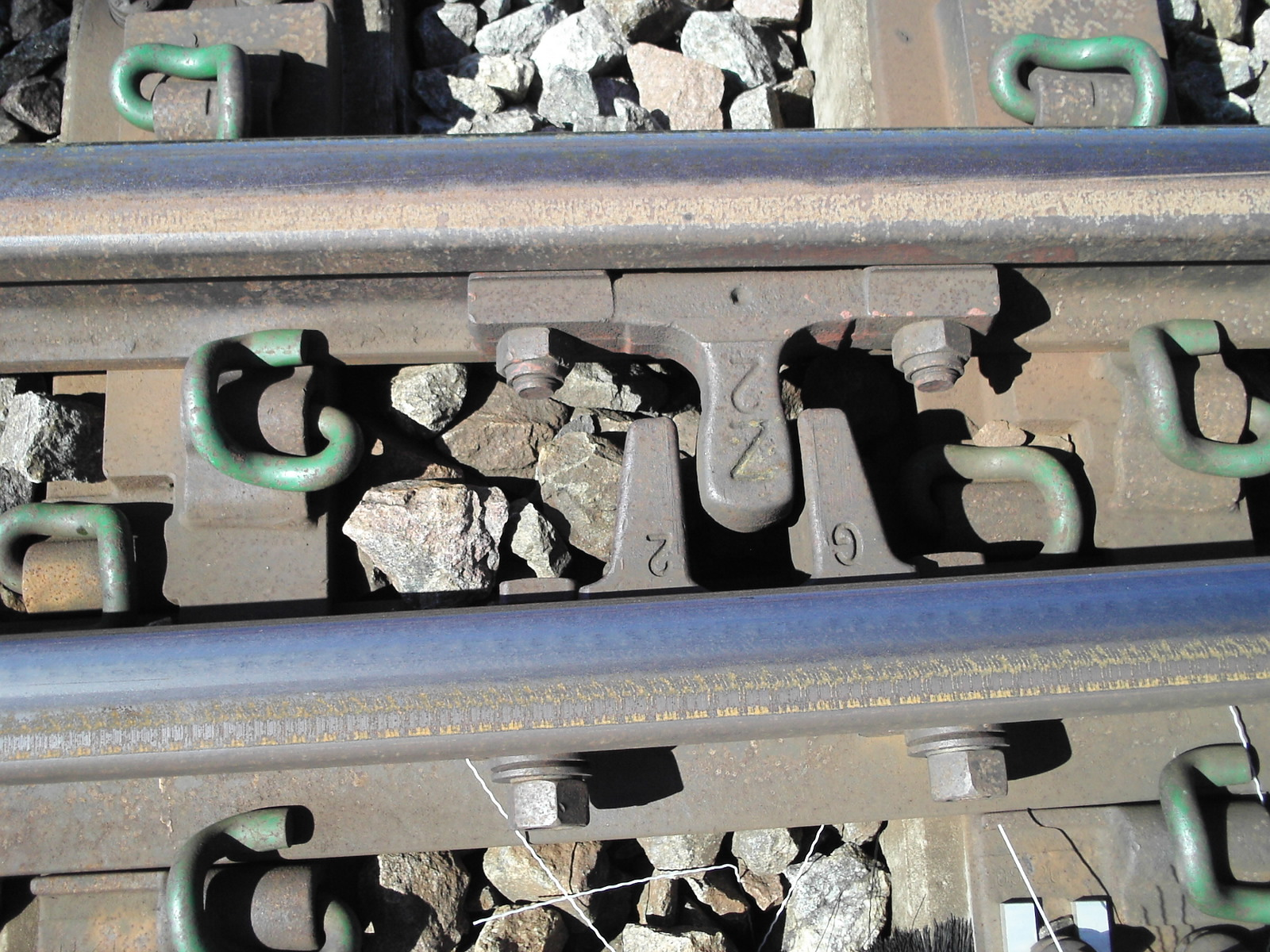
En spärr mot längdutvidgning av rälsen.

## Montering
Moderna växlar levereras förmonterade från fabrik, lutande på högkant på speciella järnvägsvagnar. Vid utbyte lastas den gamla växeln på samma vagn och kan ofta renoveras. Växlar har historiskt varit en källa till urspårningar. Moderna växlar är avsevärt säkrare, men fortfarande krävs regelbundet underhåll och kontrollmätningar.

## Användning

Triangelspår

- Avgrening från en järnvägslinje till en annan järnvägslinje. Normalt sker detta på en järnvägsstation, men kan även förekomma mellan två stationer.
- Avgrening mellan järnvägslinjer är oftast utformade som ett "Y", men kan även utformas så att det går att köra direkt mellan alla tre sträckorna.  Det kallas triangelspår.
- På bangårdar där spåren typiskt förgrenar sig på ett antal parallella sidospår som sedan åter grenar ihop sig.
- Vid krysstationer som finns på dubbelspår för att tillfälligt kunna köra på enkelspår vid banunderhåll (eller för att tillfälligt kunna köra på högerspår vid omkörningar av långsammare tåg på vänstra spåret). En krysstation har vanligen först en motväxel mot högerspåret, sedan en medväxel in på högerspåret, sedan en motväxel åter mot vänsterspåret och slutligen en medväxel in på vänsterspåret.
- Som skyddsväxel vid anslutning av sidospår till huvudspår för att hindra att tåg oavsiktligt kan rulla ut på huvudspåret, där trafik förekommer. Skyddsväxeln leder ut till ett kort säkerhetsspår som avslutas med en stoppbock.

Trafikverkets järnvägsnät i Sverige har cirka 11 000 växlar.

## Tillförlitlighet
Växlar står för över 25% av förseningarna i tågtrafiken[källa behövs]. De flesta felen orsakar detektorerna och växeldriven[källa behövs]. Underhållet blir dyrt på högbelastade linjer, eftersom serviceintervallen blir korta på grund av den höga belastningen.